# Кастелланія
Кастелланія (італ. Castellania) — муніципалітет в Італії, у регіоні П'ємонт,  провінція Алессандрія.
Кастелланія розташована на відстані близько 440 км на північний захід від Рима, 105 км на схід від Турина, 28 км на південний схід від Алессандрії.
Населення — 88 осіб (2014).
Щорічний фестиваль відбувається 3 лютого. Покровитель — святий Власій.

## Демографія
Населення за роками:

Станом на 1 січня 2023 року в муніципалітеті офіційно проживали 4 іноземці з 2 країн, серед них 4 громадяни країн Євросоюзу.

## Сусідні муніципалітети
- Аволаска
- Кареццано
- Коста-Весковато
- Гарбанья
- Сант'Агата-Фоссілі
- Сардільяно